# Lawrence Baker
Lawrence Adams Baker senior (* 20. Juni 1890 in Lowdensville, South Carolina; † 15. Oktober 1980 in East Hampton, New York) war ein US-amerikanischer Tennisspieler.
Er heiratete 1916 Margorie Russ (1893–1964). Aus der Ehe ging Lawrence Adams Baker junior hervor, welcher sich bis zum Tode seines Vaters um ihn kümmerte.
Den Titel im Doppel des National Senior Grass Court gewann Baker im Jahr 1937. 1953 war er Mannschaftskapitän der Davis-Cup-Mannschaft der Vereinigten Staaten. Im Finale des Davis Cups 1953 war seine Mannschaft der der Australier mit 2:3 Sätzen unterlegen. Er gründete die National Tennis Foundation.
Im Jahr 1975 wurde Baker in die International Tennis Hall of Fame aufgenommen.